# 공식을 무시하지 마

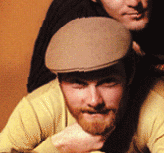
1966년, 비치 보이스와 함께 찍은 사진에서 마이크 러브

"공식을 무시하지 마(Don't fuck with the formula)"는 비치 보이스의 공동 창립자 마이크 러브가 1967년경 발언했다고 알려진 인용구다. 러브는 이것이 "내가 했던 말 중 가장 잘 알려진 것입니다. 비록 내가 그 말을 한 적이 없지만 말입니다."라고 말했다. 인용구는 1971년 《롤링 스톤》지의 톰 놀런의 기사에 그 근원이 있다. 기사에서 《Smile》 시기의 비즈니스 파트너 데이비드 앤드리는 러브와 밴드 리더 브라이언 윌슨 간에 반목이 있다고 증언했다. 앤드리에 따르면 러브는 비치 보이스가 수익성이 있는 밴드로 남아야한다 여겼으며, "공식도 어기지 말아야 한다"고 보았다. 향후 수십년간, 이 인용구는 무수한 책, 기사, 웹사이트, 블로그에 발견되었다.
1998년 법원 진술 녹취록에서, 윌슨은 러브가 자신에게 그런 말을 절대 하지 않았다고 증언했다. 앤드리 또한 자신의 진술이 "다소 원문에서 벗어났다"고 밝힌 바 있다. 그는 자신이 이를 "핵심"으로 지적한 것만큼이나 러브가 비즈니스의 "예술적" 측면을 저어하지 않았다고 해명했다. 발언은 보통 윌슨이 비치 보이스의 초기 성공을 가져다 준 "공식", 즉 소녀, 차, 서핑을 소재로 한 노래 및 가사를 뒤엎으려 시작한 때 발생한 충돌에 적용되는 신호로 작용한다. 출발은 밴드의 1966년 음반 《Pet Sounds》으로 나타났고, 1년 뒤의 《Smile》에서 티핑 포인트까지 치솟는다. 몇 가지는 논쟁이 되고 있지만, 여러 보고에 따르면 밴드는 새로운 주도권을 두고 다투었다. 러브의 시각에서, 이 인용구는 윌슨의 "경이로워하는 전기작가들"의 글에서 수시로 나타나는 "결정체적" 주제였다. "자신의 가족—상업성을 예술보다 우위에 두는—때문에 완전하지 않고, 고통받는 천재에 대한 도덕성의 이야기는, 너무 위대해 견딜 수가 없게 한다."
1960년대, "비치 보이스"와 "브라이언 윌슨"은 아주 밀접한 독립체였다. 그리고 윌슨은 밴드의 상업적 관심을 충족시키고 싶어했다. 그가 비치 보이스의 특징적인 관습에서 벗어나 창조적 방향을 추구할 때, 윌슨이 그룹의 초기 스타일로 복귀하기를 바란 팬들과 평론가들은 혹평을 쏟았다. 이러한 태도는, 앤드류 플로리에 따르면 1970년대 전까지만 해도 우세한 상태였다. "오늘날, 록 언론에서의 그룹의 유산은 그들의 실험 음악에만 전적으로 의존하고 있습니다 ... 초기 서프 기반의 음반들은 소폭적인 관심을 끌고 있습니다."